# Uenasellus iyoensis
Uenasellus iyoensis är en kräftdjursart som först beskrevs av Matsumoto 1960.  Uenasellus iyoensis ingår i släktet Uenasellus och familjen sötvattensgråsuggor. Inga underarter finns listade i Catalogue of Life.